# Rhizotrogus neglectus
Rhizotrogus neglectus är en skalbaggsart som beskrevs av Perez Arcas 1865. Rhizotrogus neglectus ingår i släktet Rhizotrogus och familjen Melolonthidae. Inga underarter finns listade i Catalogue of Life.